# NXT UK Tag Team Championship

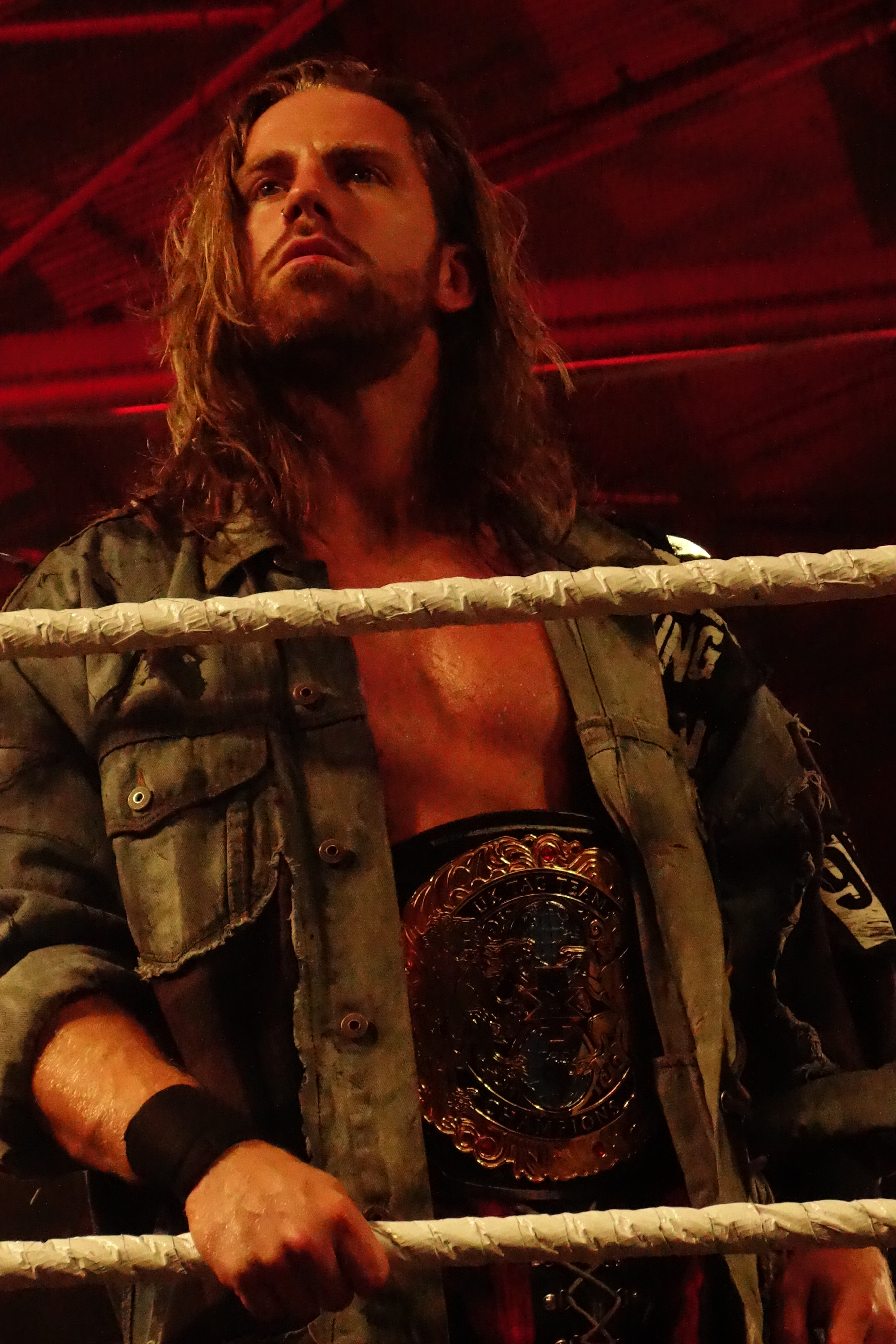
James Drake con la cintura

L'NXT UK Tag Team Championship è stato un titolo di wrestling per la categoria di coppia della WWE ed esclusivo del roster di NXT UK.
Annunciato il 18 giugno 2018, il titolo venne assegnato nella finale di un torneo che ha visto i Grizzled Young Veterans trionfare su Trent Seven e Tyler Bate il 12 gennaio 2019 a NXT UK TakeOver: Blackpool. Il titolo venne poi unificato con l'NXT Tag Team Championship il 4 settembre 2022 dopo che i Pretty Deadly sconfissero i Creed Brothers (detentori dell'NXT Tag Team Championship) e Brooks Jensen e Josh Briggs (detentori dell'NXT UK Tag Team Championship) in un Fatal 4-Way Tag Team Elimination match che comprendeva anche il Gallus (Mark Coffey e Wolfgang).

## Storia

Il design della placca centrale dell'NXT UK Tag Team Championship è lo stesso del simbolo dello Stemma reale del Regno Unito

Annunciato in contemporanea con l'NXT UK Women's Championship il 18 giugno 2018, il titolo faceva parte del brand di NXT UK, e nella puntata del 14 ottobre Triple H e il General Manager Johnny Saint rivelarono il design delle cinture, che sarebbero state assegnate in un torneo. Nelle semifinali (svoltesi il 24 e 25 novembre ma andate in onda il 1° e il 2 gennaio 2019) Trent Seven e Tyler Bate sconfissero il Gallus (Mark Coffey e Wolfgang) e i Grizzled Young Veterans sconfissero Flash Morgan Webster e Mark Andrews. Nella finale, svoltasi il 12 gennaio 2019 a NXT UK TakeOver: Blackpool, il primo pay-per-view del brand di NXT UK, Drake e Gibson sconfissero i Moustache Mountain vincendo i titoli.
Nella puntata di NXT UK del 9 dicembre 2021 i Moustache Mountain sconfissero i Pretty Deadly (Lewis Howley e Sam Stoker) vincendo i titoli, diventando i primi wrestler ad aver vinto sia l'NXT UK Tag Team Championship che l'NXT Tag Team Championship (vinto dai due il 19 giugno 2018).
Il 4 settembre 2022, a NXT Worlds Collide, il titoli vennero unificati con l'NXT Tag Team Championship in un Fatal 4-Way Tag Team Elimination match dove prevalsero i Pretty Deadly sconfiggendo Brooks Jensen e Josh Briggs (detentori dell'NXT UK Tag Team Champions), i Creed Brothers (detentori dell'NXT Tag Team Championship) e il Gallus, con i titoli di coppia del Regno Unito che vennero dunque ritirati. Briggs e Jensen, peraltro, appartenevano al roster di NXT pur detenendo i titoli di coppia di NXT UK.

### Cintura
La struttura della cintura era in cuoio nero, con al centro una placca centrale dorata che presenta il simbolo dello Stemma reale del Regno Unito e, al centro, due planisferi azzurri e dorati e il logo di NXT; era inoltre presente in alto al primo planisfero la scritta "UK Tag Team" e "Champions" al di sotto del secondo planisfero. Ai lati della cintura, inoltre, erano presenti due placche medie rotonde con all'interno una seconda placca rotonda personalizzabile per il team detentore della cintura.

## Albo d'oro
| # | Team                                | Regni | Data             | Giorni | Località         | Evento                     | Note | Fonti  |
| - | ----------------------------------- | ----- | ---------------- | ------ | ---------------- | -------------------------- | --- | ------ |
| 1 | Grizzled Young Veterans             | 1     | 12 gennaio 2019  | 231    | Blackpool        | NXT UK TakeOver: Blackpool | I Grizzled Young Veterans sconfissero Trent Seven e Tyler Bate nella finale del torneo per l'assegnazione dei titoli. | [ 3 ]  |
| 2 | Flash Morgan Webster e Mark Andrews | 1     | 31 agosto 2019   | 34     | Cardiff          | NXT UK TakeOver: Cardiff   | In un Triple Threat Tag Team match che comprendeva anche il Gallus (Mark Coffey e Wolfgang). | [ 4 ]  |
| 3 | Gallus (Mark Coffey e Wolfgang)     | 1     | 4 ottobre 2019   | 510    | Brentwood        | NXT UK                     | In onda il 17 ottobre 2019. | [ 5 ]  |
| 4 | Pretty Deadly                       | 1     | 25 febbraio 2021 | 287    | Londra           | NXT UK                     | La data effettiva dell'evento non è nota, e la WWE la riconosce come il 25 febbraio 2021, data in cui si svolse la puntata. | [ 6 ]  |
| 5 | Trent Seven e Tyler Bate            | 1     | 9 dicembre 2021  | 133    | Londra           | NXT UK                     | La data effettiva dell'evento non è nota, e la WWE la riconosce come il 9 dicembre 2021, data in cui si svolse la puntata. | [ 7 ]  |
| 6 | Ashton Smith e Oliver Carter        | 1     | 21 aprile 2022   | 62     | Londra           | NXT UK                     | In un Triple Threat Tag Team match che comprendeva anche Rohan Raja e Teoman. In onda il 2 giugno 2022. | [ 8 ]  |
| — | Vacante                             | —     | 22 giugno 2022   | —      | Londra           | NXT UK                     | I titoli vennero resi vacanti a causa di un infortunio di Smith al ginocchio. In onda il 23 giugno 2022. | [ 9 ]  |
| 7 | Brooks Jensen e Josh Briggs         | 1     | 22 giugno 2022   | 74     | Londra           | NXT UK                     | Briggs e Jensen sconfissero Dave Mastiff e Jack Starz, Mark Andrews e Wild Boar e Rohan Raja e Teoman in un Fatal 4-Way Tag Team match per la riassegnazione dei titoli. In onda il 23 giugno 2022.                                  | [ 10 ] |
| — | Unificato                           | —     | 4 settembre 2022 | —      | Orlando, Florida | NXT Worlds Collide         | Unificato con l'NXT Tag Team Championship dei Creed Brothers dopo la vittoria dei Pretty Deadly in un Fatal 4-Way Tag Team Elimination match che comprendeva anche il Gallus, con l'NXT UK Tag Team Championship che venne ritirato. | [ 11 ] |